# فرانک تورنتون
فرانک تورنتون (انگلیسی: Frank Thornton؛ ‏ ۱۵ ژانویهٔ ۱۹۲۱ – ۱۶ مارس ۲۰۱۳ (۹۲ سال)) یک هنرپیشه اهل بریتانیا بود. وی بین سال‌های ۱۹۵۰ تا ۲۰۱۲ میلادی فعالیت می‌کرد.
از فیلم‌های او می‌توان به ادامه بده، جک، مشکل دشوار و در انتهای دوران میانسالی اشاره کرد.